# Separação da água

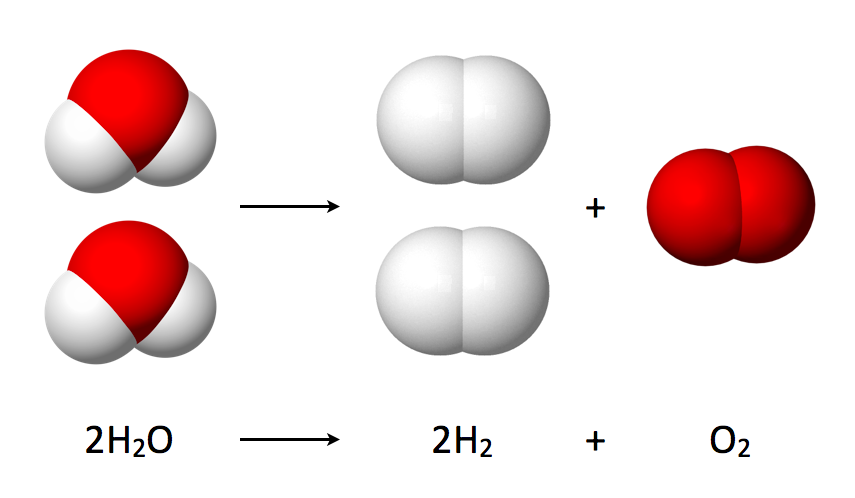
Diagrama da reação química de eletrólise da água, uma forma de Separação da água

Separação da água é o termo geral para uma reação química na qual a água é convertida em oxigênio e hidrogênio. É ativamente pesquisada por que há a expectativa da demanda por hidrogênio barato aumentar com a nova economia de hidrogênio. Várias técnicas para a separação da água geraram patentes nos Estados Unidos.

## Patentes
- Vion, Patente EUA 28793, "Improved method of using atmospheric electricity", Junho de 1860.